# 中库尔德语
中库尔德语（‎; ‎），又称索拉尼语（‎; ‎），是库尔德语在伊拉克库尔德斯坦和伊朗库尔德斯坦省等地的一个分支。标准中库尔德语是伊拉克的官方语言之一。

## 历史
“索拉尼语”的名称来源于位于如今库尔德斯坦的索兰酋长国。中库尔德语最早起源于埃尔比勒至拉万迪兹（ڕەواندز）之间的地区。这一语言的使用区向南扩展，逐渐取代了南库尔德语。奥斯曼帝国在库尔德斯坦设立的学校也推动了中库尔德语的发展。进入20世纪后，北库尔德语在叙利亚被禁止，在土耳其受到严格限制。相比之下，在伊拉克，基于苏莱曼尼亚方言的标准中库尔德语成为了官方语言之一，在库尔德斯坦的学校中教授。在伊朗，尤其是伊斯兰革命之后，出现了大量库尔德语出版物。因而，中库尔德语具有各库尔德语言中最发达的文学传统，其书面语目前是库尔德语言中最常用的书面形式。目前中库尔德语使用的拼写体系是1920年代在波斯字母基础上创造的。

## 文字
索拉尼语字母是在波斯字母的基础上调整而成的。常用的字母包括：
| ‎ | ‎ | ‎ | ‎ | ‎ | ‎ | ‎ | ‎ | ‎ | ‎ | ‎ | ‎ | ‎ | ‎ | ‎ | ‎ | ‎ | ‎ | ‎ | ‎ | ‎ | ‎ | ‎ |
|  |  |  |  |  |  |  |  |  |  |  |  |  |  |  |  |  |  |  |  |  |  |  |

其他字母主要用于拼写外来语。

## 发音
中库尔德语有8个元音：
|             | î   | i   | ê   | a   | û   | u   | o   | â   |
| ----------- | --- | --- | --- | --- | --- | --- | --- | --- |
| 发音（IPA） | [i] | [ɪ] | [e] | [æ] | [u] | [ʊ] | [o] | [ɑ] |

辅音如下表所示：
|      |      | 唇音 | 唇齿音 | 齿龈音 | 龈后音 | 硬颚音 | 软颚音 | 小舌音 | 喉音 |
| ---- | ---- | ---- | ------ | ------ | ------ | ------ | ------ | ------ | ---- |
| 塞音 | b, p |      | d, t   |        |        | g, k   | q      |        |      |
| 擦音 |      | v, f | z, s   | sh, zh | ch, j  | gh, kh |        | h, ḥ   |      |
| 鼻音 | m    |      | n      |        |        |        |        |        |      |
| 颤音 |      |      | r      |        |        |        |        |        |      |
| 闪音 |      |      | ř      |        |        |        |        |        |      |
| 近音 | w    |      |        |        | y      |        |        |        |      |
| 边音 |      |      | l      | ł      |        |        |        |        |      |
受阿拉伯语和叙利亚语影响，gh([ʕ])和ḥ([ħ])音主要在伊拉克使用。

## 语法

### 名词
中库尔德语为SOV（主宾谓结构）。名词分为绝对态，表示该名词的一般概念，如‎（”咖啡是黑色的“），以及限定态和非限定态。绝对态名词无后缀，非限定态单数名词要加上后缀كI - (-ek)，限定态单数名词要加上كه - (-ka)。名词仅有单复数的变化，而无格、性的变化。
当名词有形容词或名词修饰，或表示所有关系时，两词之间需要izâfa元音连接。根据名词的限定或非限定状态及语义，izâfa元音可能为i或a。

### 动词
中库尔德语动词有现在式和过去式两种词干，动词的前缀和后缀根据其肯定或否定、人称、数、时态和语态而定。在过去式下，中库尔德语具有作格性，及物动词依据动作的受动者确定人称。
由现在式词干构成的有现在时直陈式、现在时虚拟式、命令式和将来时。由过去式词干构成的有简单过去时、现在完成时、过去完成时、过去时虚拟式、过去时条件式、以及过去完成时条件式。

## 参閲
- 北库尔德语
- 库尔德语

## 外部連結
- The New Testament in Soranî（页面存档备份，存于）
- The Kurdish Academy of Language（页面存档备份，存于） (unofficial)
- Working with Sorani Speaking Patients NHS (UK) Guide
- Discussion in Central Kurdish archived with Kaipuleohone